# Лонка-Прудніцька
Лонка-Прудніцька (пол. Łąka Prudnicka) — село в Польщі, у гміні Прудник Прудницького повіту Опольського воєводства.
Населення — 1269 осіб (2011).

## Демографія
Демографічна структура станом на 31 березня 2011 року:
|          | Загалом | Допрацездатний вік | Працездатний вік | Постпрацездатний вік |
| -------- | ------- | ------------------ | ---------------- | -------------------- |
| Чоловіки | 637     | 123                | 459              | 55                   |
| Жінки    | 632     | 123                | 383              | 126                  |
| Разом    | 1269    | 246                | 842              | 181                  |

## Персоналії
- Дітріх фон Хольтіц (1894-1966) — німецький воєначальник часів Третього Рейху, генерал від інфантерії (1944) вермахту.